# Mora gård

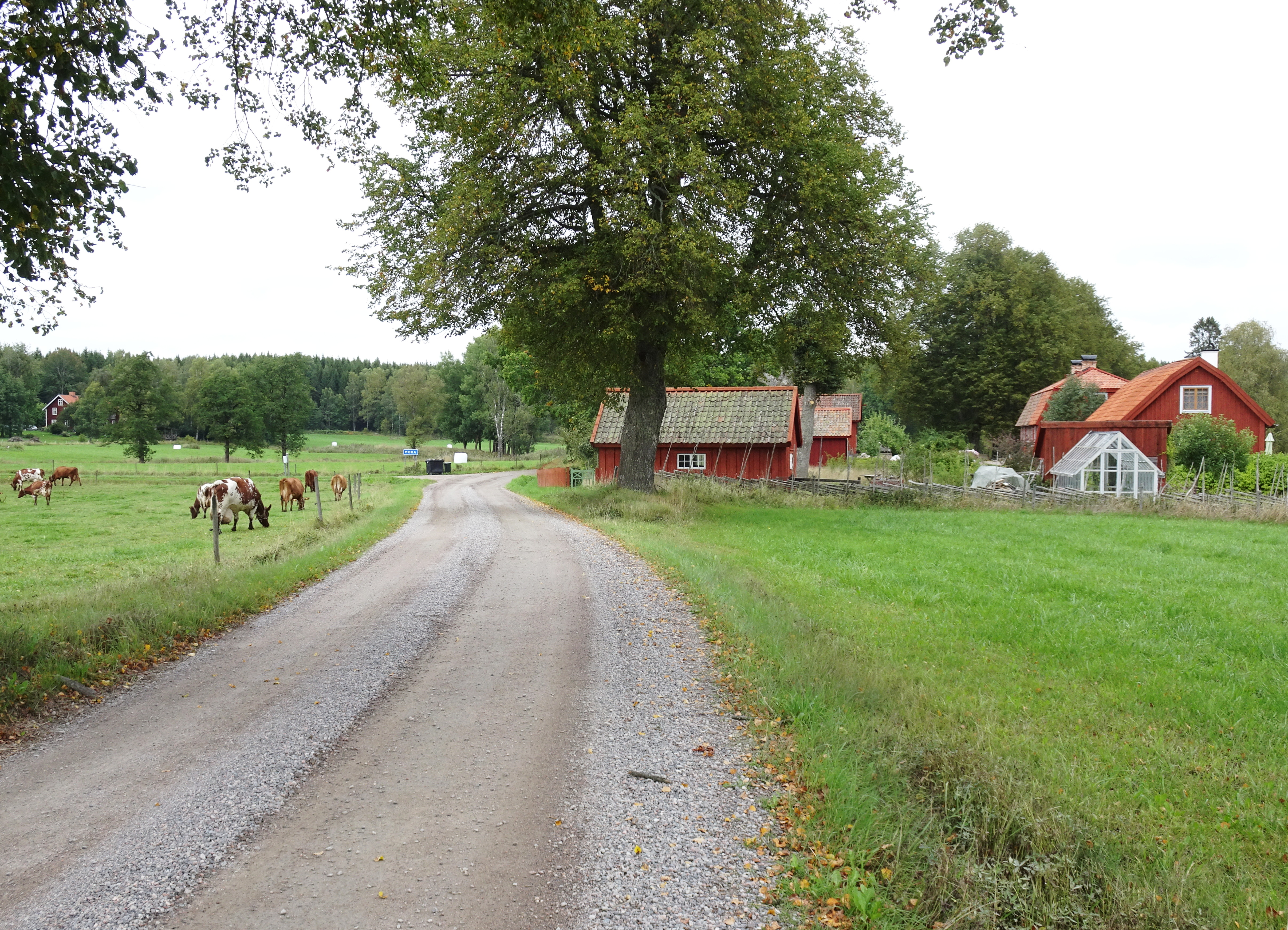
Mora gård söderifrån, 2017.

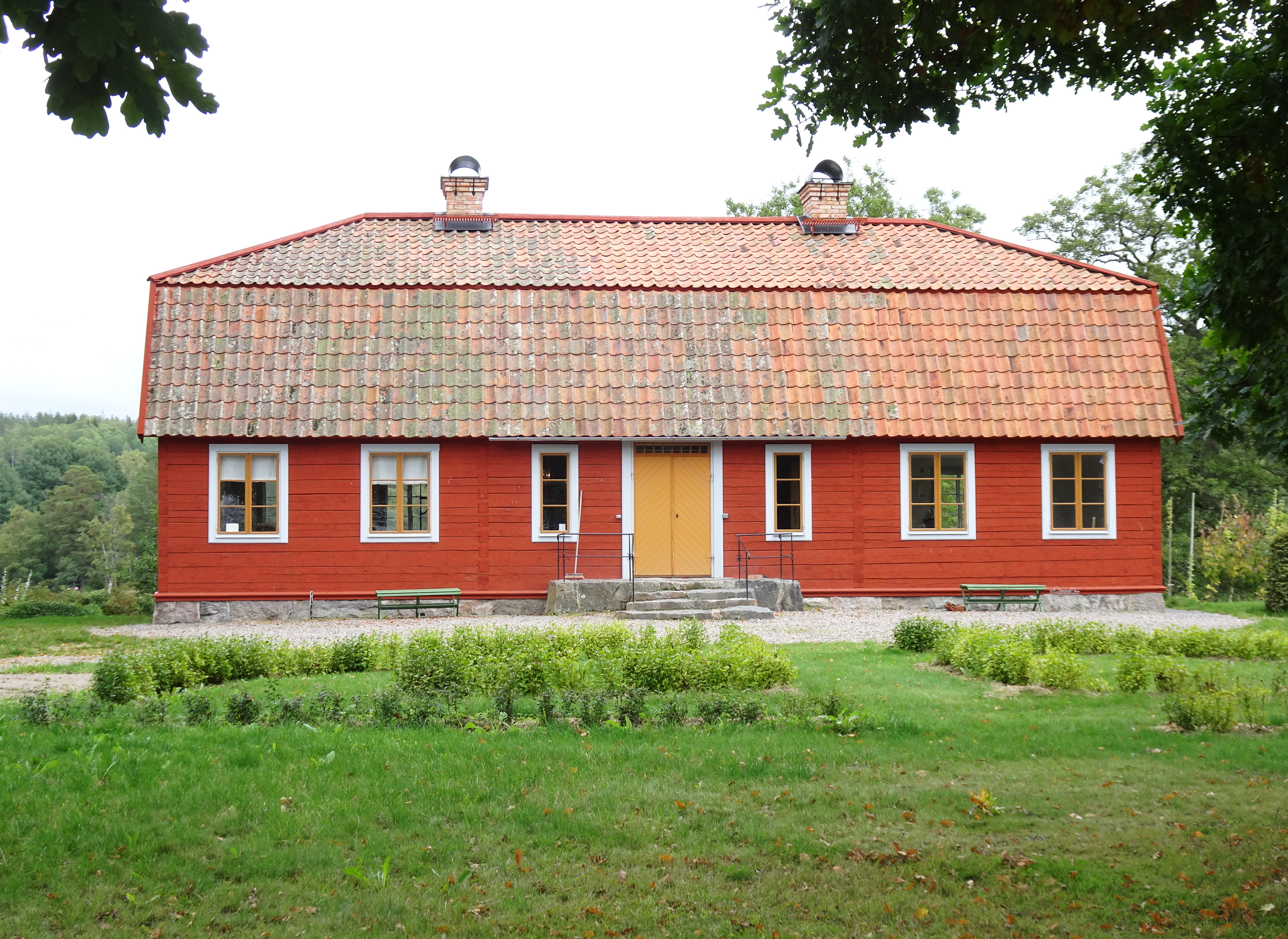
Nya huvudbyggnaden, 2017.

Mora gård är en mindre ort och en herrgård samt ett tidigare hyttområde vid Morasjön i Dunkers socken, Flens kommun, Södermanland.

## Historik
Från slutet av 1200-talet var Mora ett kyrkohemman. År 1630 donerades Mora till den tyske ingenjörsofficeren Georg Günther Kraill von Bemeberg, generalkvartermästare i den svenska armén. Troligen var det han som upptäckte en fyndighet med malm av god kvalitet som låg strax söder om gården (se Starrsätters gruvor). Efter Bemeberg innehades stället av dennes son och därefter av C. Beckersfeldt. Under hans tid fanns här en masugn. 
Mora masugn anlades år 1633, och nedlades före år 1695. I Dunkers kyrka finns två äldre gravhällar, som troligen är tillverkades i Mora bruk mellan 1633 och 1663 och kan vara de enda bevarade produkterna från bruket. Efter själva masugnen finns inga lämningar kvar men det finns gott om slaggvarpar (RAÄ-nummer Dunker 141:1).
Gården drogs in till kronan men utbyttes åter till frälse av greve Erik Lindschöld år 1684. Den kom genom köp till kammarrådet Nils Erdtman Schönberg (1639–1728) och tillhörde 1735 sonen Carl Schönberg (1679–1760) och hans syskon. Egendomen kom i slutet av 1700-talet under friherren Knut Kurcks ägo som även innehade Ekensholm och många av industrierna som idag utgör Åkers bergslag. År 1910 förvärvades traktens herrgårdar samt de stora skogarna i omgivningen av Holmens bruk.  Holmens styckade gården 1996 varefter de två fastigheterna såldes till privata ägare. 1
Mangårdsbyggnaden uppfördes i slutet av 1700-talet, tillbyggdes 1888, restaurerades och moderniserad 1945. Mangårdsbyggnaden revs och ersattes med en ny byggnad 1961 som i sin tur revs 2014. Nuvarande huvudbyggnad uppfördes mellan 2014 och 2016 i rödmålat liggtimmer med inspiration från 1700-talet.